# Supersaurus
Supersaurus (însemnând super-șopârla) este un dinozaur sauropod diplodocid descoperit de Vivian Jones.Supersaurus a trăit în Jurasicul Târziu, acum 153 de milioane de ani.

## Descriere

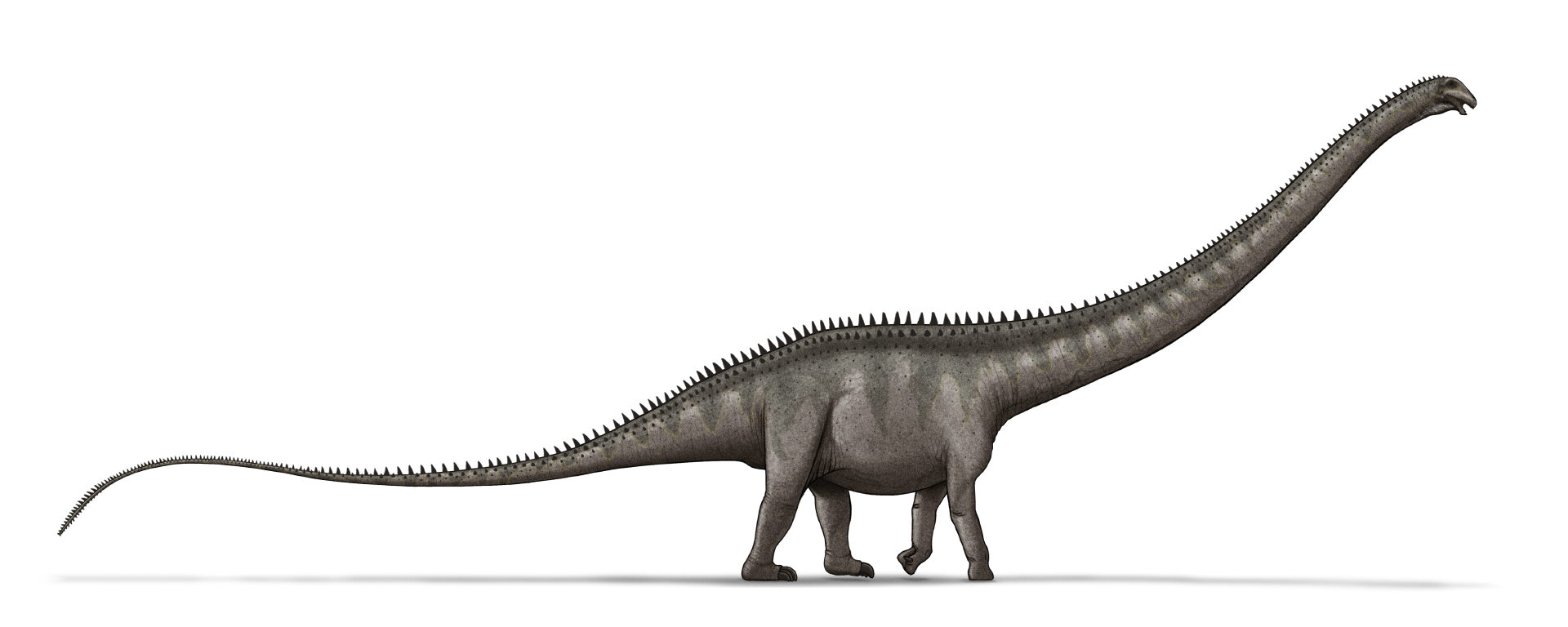
Restaurație

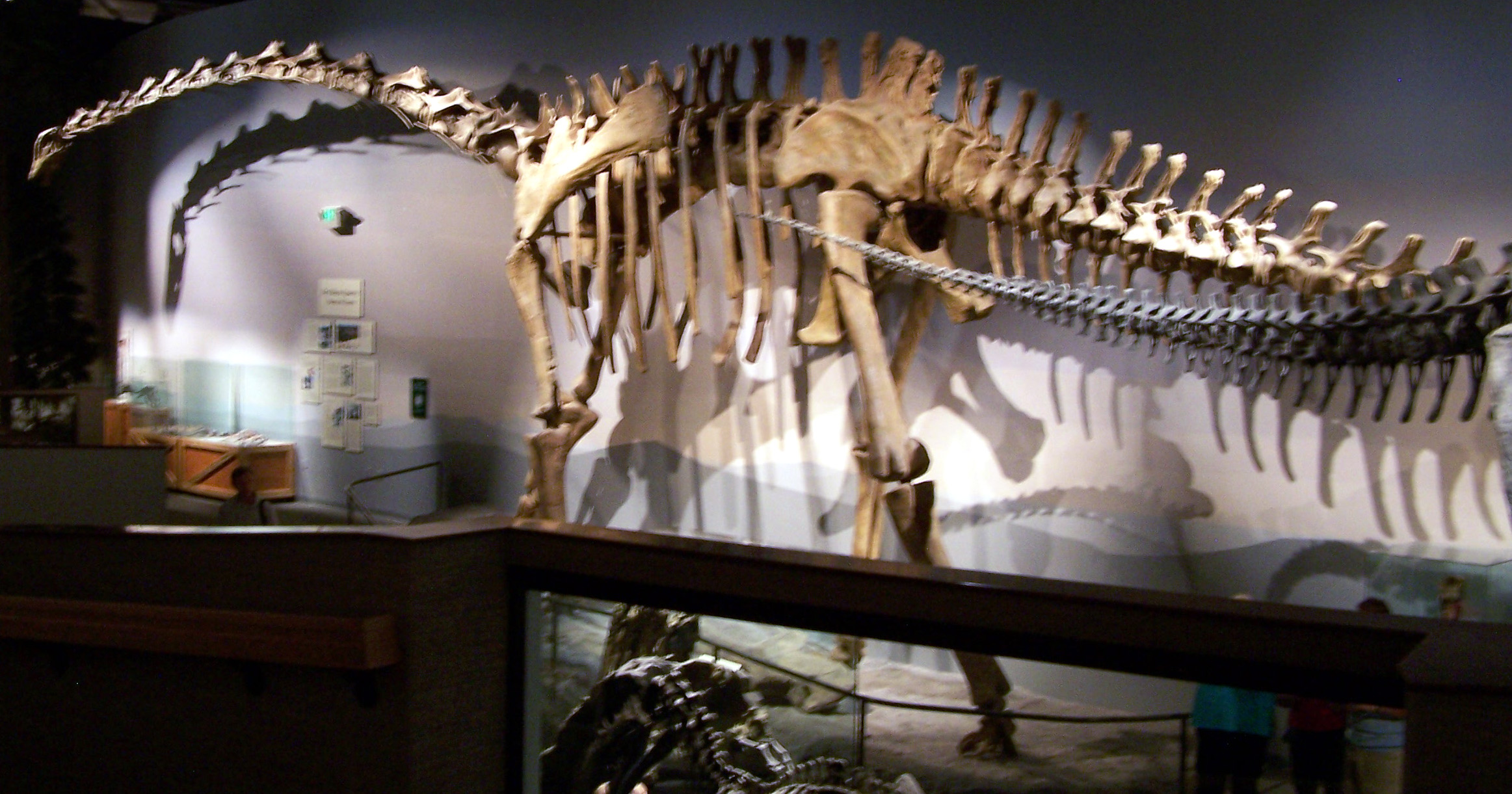
Schelet, Museum of Ancient Life - Thanksgiving Point

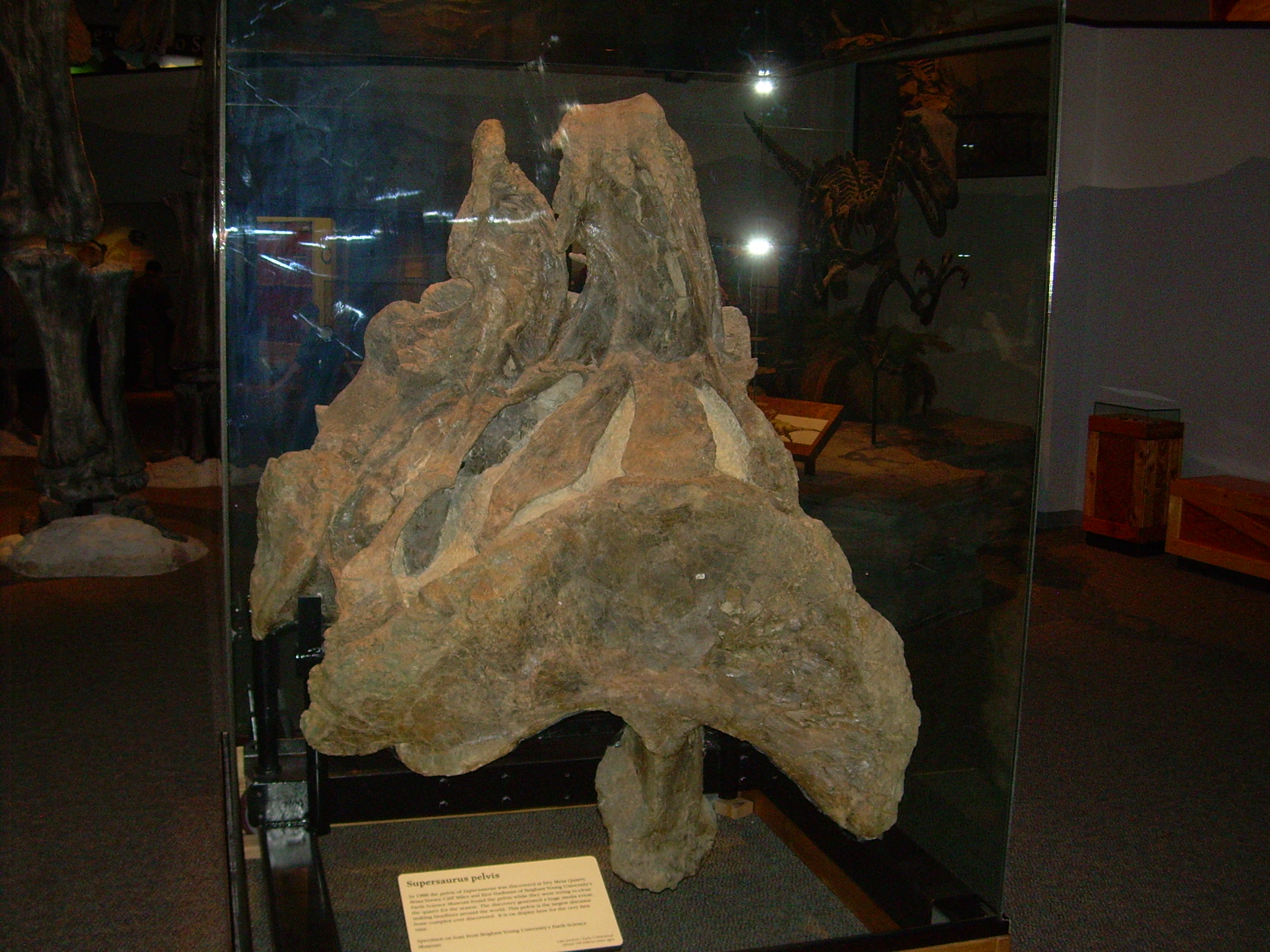
Pelvis, Museum of Ancient Life - Thanksgiving Point.

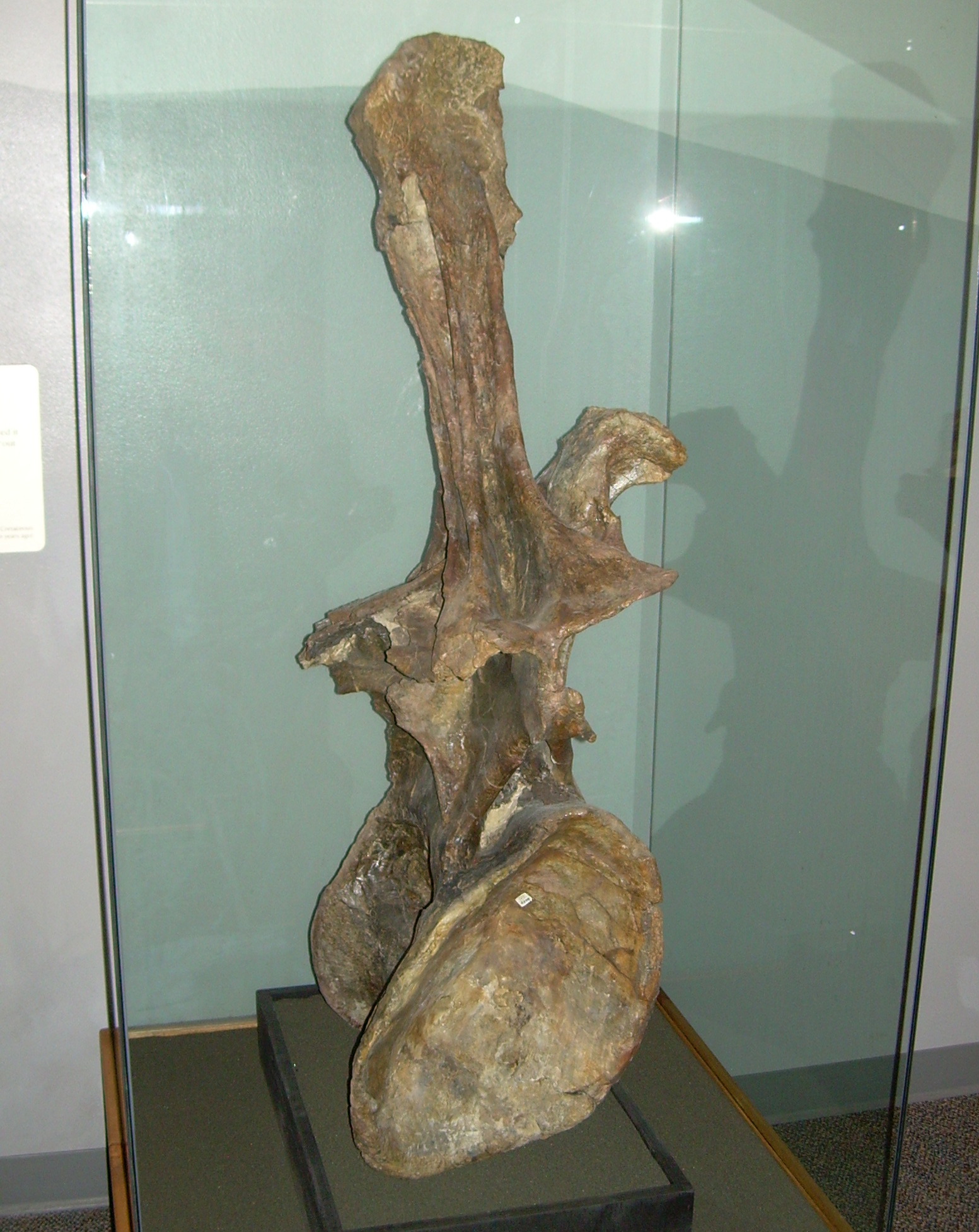
Vertebră dorsală, Museum of Ancient Life.

Este printre cei mai mari dinozauri cunoscuți, ajungând la 33-34 de metri în lungime, și o greutate între 35 și 40 de tone.
În cele mai multe privințe, Supersaurus este foarte similar din punct de vedere anatomic cu Apatosaurus, dar este mai puțin robust, iar vertebrele cervicale special alungite fac ca Supersaurus să aibă unul dintre cele mai lungi gâturi dintre sauropozi.

## Clasificare
Cele mai multe studii despre grupul diplodocidelor au arătat că el conține două subgrupuri principale: Diplodocinae (care conțin diplodocide mai strâns legate de Diplodocus decât de Apatosaurus) și Apatosaurinae (diplodocide mai strâns legate de Apatosaurus decât de Diplodocus).Inițial, s-a crezut că Supersaurus este înrudit cu diplodocidul Barosaurus (datorită gâtului), și, prin urmare, ar fi un membru al subfamiliei Diplodocinae, deși cele mai multe studii de mai târziu a constatat că Supersaurus a fi o rudă apropiată a lui Apatosaurus în grupul Apatosaurinae.
Cu toate acestea, unele studii ulterioare pun la îndoială această paradigmă.Un studiu publicat de Whitlock în 2011 a constatat că Apatosaurus stă la baza arborelui genealogic al diplodocidelor, și a altor apatosaurines, inclusiv Supersaurus, iar astfel, acesta să fie mai înrudit cu Diplodocus (făcând parte din diplodocine).

## Istorie
Fosilele originale ale Supersaurus, descoperite în  Cariera Dry Mesa, erau doar câteva oase: centura scapulară (tip specimen BYU 12962, mai devreme BYU 5500), un ischium (BYU 12946) și câteva vertebre din zona gâtului. 
Un nou schelet de Supersaurus (mai complet), poreclit "Jimbo", WDC DMJ-021, a fost găsit în Converse, Wyoming în 1996, fiind în prezent în curs de elaborare, oasele sale aflându-se din 2007 la Dinosaur Wyoming Center. 